# Richard Crashaw
Œuvres principales
Epigrammaticum Sacrorum Liber (1634)
Steps to the Temple (1646)
Delights of the Muses (1648)
Carmen Deo Nostro (1652)
Richard Crashaw (né en 1612 ou 1613 – mort le 21 août 1649) est un poète anglais, surnommé « le divin » et connu, dans la littérature anglaise du XVIIe siècle, comme l’une des plus grandes figures des poètes métaphysiques. Fils d’un prêtre puritain, Crashaw suit son apprentissage à Charterhouse School puis, au Pembroke College. Après avoir obtenu son diplôme, Richard commence à publier des poèmes religieux et à enseigner à l’université de Cambridge. Sa conversion de l’anglicanisme au catholicisme durant la Première Révolution anglaise et la période d’hostilités entre les deux Églises le conduira à l’exil.
La poésie de Crashaw est fermement ancrée dans la tradition métaphysique. Bien que son œuvre soit considérée comme de valeur inégale, et placée parmi les exemples les plus prosaïques du genre, le travail du poète se centre sur « l’amour avec les petites grâces de la vie et les vérités plus profondes de la religion, alors qu’il (Crashaw) semble toujours préoccupé par l’architecture secrète des choses ».

## Biographie
Richard Crashaw naît à Londres d’un théologien fermement anticatholique, le Dr William Crashaw (1572-1626). Le jeune Crashaw est envoyé à l’école de Charterhouse, avant d’être admis au Pembroke College de Cambridge en juillet 1631 ; il y décroche son BA à l’âge de 18 ans. La parution du recueil de poèmes Temple en 1633, signé George Herbert, a une grande influence sur la plume de Crashaw et semble décider ce dernier dans la voie religieuse : un an plus tard, il publie son premier livre, Epigrammatum sacrorum, entièrement composé de vers latins. 
Il obtient une place d’enseignant au collège Peterhouse en 1636, mais il se retire de l’établissement un an plus tard, pour se lancer dans l’obtention d’un nouveau diplôme, le MA, qu’il finit également par avoir, en 1638. Il se consacre à l’Église d’Angleterre et sert en tant que pasteur à l’Église de St Mary the Less, de 1638 à 1643. C’est à cette époque qu’il fait la connaissance du poète Abraham Cowley avec lequel il nouera une très forte amitié. Il entretient aussi des rapports intimes avec Nicholas Ferrar, et lui rend régulièrement visite dans sa maison à Little Gidding. En 1641, il est appelé à rejoindre l’université d’Oxford pour une courte période et, en 1643, il finit par céder Cambridge à cette dernière pour y trouver refuge.
Profitant du désordre que suscite la révolution, Crashaw s’échappe en France où il adopte la religion catholique, déjà attiré par celle-ci depuis plusieurs années.

## Œuvres
- 1634: Epigrammatum Sacrorum Liber (Cambridge: Printed by T. Buck & R. Daniel, 1634).
- 1646: Steps to the Temple. Sacred Poems, With other Delights of the Muses (London: Printed by T. W. for Humphrey Moseley, 1646);
- 1648: Steps to the Temple, Sacred Poems. With The Delights of the Muses (London: Printed for Humphrey Moseley, 1648). (second édition, enlarged)
- 1652: Carmen Deo Nostro, Te Decet Hymnvs Sacred Poems, Collected, Corrected, Avgmented, Most humbly Presented. To My Lady The Countesse of Denbigh By Her most deuoted Seruant. R.C. In hearty acknowledgment of his immortall obligation to her Goodnes & Charity (Paris: Printed by Peter Targa, Printer to the Archbishope of Paris, 1652). (published posthumously)
- 1653: A Letter from M.. Crashaw to the Countess of Denbigh Against Irresolution and Delay in matters of Religion (London, 1653). (published posthumously)
- 1670: Richardi Crashawi Poemata et Epigrammata (Cambridge: Ex Officina Joan. Hayes, 1670). (published posthumously)